# Dramane Salou
Dramane Salou, né le 22 mai 1998 à Ouagadougou, est un footballeur international burkinabé.

## Biographie

### Carrière en club
Dramane Salou est né à Ouagadougou au Burkina Faso, il a commencé sa carrière avec le club de football local Salitas. Ayant joué avec l'académie jusqu'en 2016, Salou a été prêté à l'US des Forces Armées pour la campagne 2016-17 de Premier League burkinabé, où il a fait ses premières apparitions au sommet de la pyramide du football burkinabé. De retour d'un prêt, Salou a rejoint la première équipe de son club d'origine, Salitas, qui avait auparavant été promu dans la ligue de haut niveau. Inscrivant 3 buts et réalisant 5 passes décisives, il a été élu meilleur footballeur de la compétition nationale en novembre 2017. Il a ainsi reçu 100 000 CFA en récompense. Après avoir passé une période d'essai avec le club début 2018, il  a signé un contrat de quatre ans avec l'équipe serbe de SuperLiga Partizan le 1er février de la même année. À l'été 2018, Salou a été prêté au club satellite Teleoptik pour la campagne 2018-2019 de la Première Ligue serbe . Après un an et demi, le Partizan a décidé de mettre fin à la coopération avec Salou sans faire ses débuts pour le club dans aucune compétition officielle.Le 15 août 2020, un accord est trouvé entre le FK Slutsk et le FC Pyunik pour le transfert de Salou.

### Carrière internationale
Dramane Salou était membre de l'équipe nationale des jeunes, élu dans un groupe de joueurs disponibles pour jouer lors des qualifications pour la Coupe d'Afrique des Nations U-20 2017 . Après les matchs de la ligue burkinabé de premier plan, Salou a été appelé dans l'équipe nationale de football du Burkina Faso, faisant ses débuts officiels lors d'un match nul contre le Bénin le 4 mai 2017.
Le 20 décembre 2023, il est retenu dans la liste des vingt-sept joueurs burkinabés sélectionnés par Hubert Velud pour disputer la Coupe d'Afrique des nations 2023.

## Style de jeu
Avec  1,75 m , Salou opère principalement comme milieu de terrain défensif. Bien qu'il ait été strictement orienté vers la défensive" dans les premières années de sa carrière en raison d'un poids et d'une endurance insuffisants, au fur et à mesure de sa croissance, il s'est converti en milieu de terrain plus offensif. Jouant en Première Ligue burkinabé, Salou s'est affirmé comme assistant et braconnier, ce qui le place parmi les joueurs les plus prometteurs de la compétition.

## Statistiques

### En club
| Club                | Saison            | Championnat                | Championnat | Championnat | Coupe nationale | Coupe nationale | Continental | Continental | Autre  | Autre | Total  | Total |
| Club                | Saison            | Division                   | Matchs      | Buts        | Matchs          | Buts            | Matchs      | Buts        | Matchs | Buts  | Matchs | Buts  |
| ------------------- | ----------------- | -------------------------- | ----------- | ----------- | --------------- | --------------- | ----------- | ----------- | ------ | ----- | ------ | ----- |
| Partizan Belgrade   | 2017-2018         | SuperLiga serbe            | 0           | 0           | 0               | 0               | 0           | 0           | —      | —     | 0      | 0     |
| Partizan Belgrade   | 2018-2019         | SuperLiga serbe            | 0           | 0           | 0               | 0               | 0           | 0           | —      | —     | 0      | 0     |
| Partizan Belgrade   | Total             | Total                      | 0           | 0           | 0               | 0               | 0           | 0           | 0      | 0     | 0      | 0     |
| FK Teleoptik (prêt) | 2018-2019         | Première Ligue serbe       | 18          | 0           | 1               | 0               | —           | —           | —      | —     | 18     | 0     |
| Olimpik Donetsk     | 2019-2020         | Première Ligue ukrainienne | 7           | 0           | 1               | 0               | —           | —           | —      | —     | 7      | 0     |
| FK Sloutsk          | 2020              | Première Ligue biélorusse  | 13          | 1           | 0               | 0               | —           | —           | —      | —     | 13     | 1     |
| FC Pyunik           | 2020-21           | Première Ligue arménienne  | 20          | 0           | 2               | 0               | —           | —           | —      | —     | 22     | 0     |
| Total en carrière   | Total en carrière | Total en carrière          | 58          | 1           | 4               | 0               | —           | —           | —      | —     | 62     | 1     |

### En équipe nationale
| Burkina Faso | Burkina Faso | Burkina Faso |
| Année        | applications | Objectifs    |
| ------------ | ------------ | ------------ |
| 2017         | 1            | 0            |
| 2018         | 0            | 0            |
| 2019         | 0            | 0            |
| 2020         | 0            | 0            |
| 2021         | 1            | 0            |
| Total        | 2            | 0            |

## Palmarès

### En club
Ourartu
- Première Ligue arménienne : 2022–23
- Coupe d'Arménie : 2022-23

Salitas
- Coupe du Faso : 2018

Partizan
- Coupe de Serbie : 2018